# Mukluk

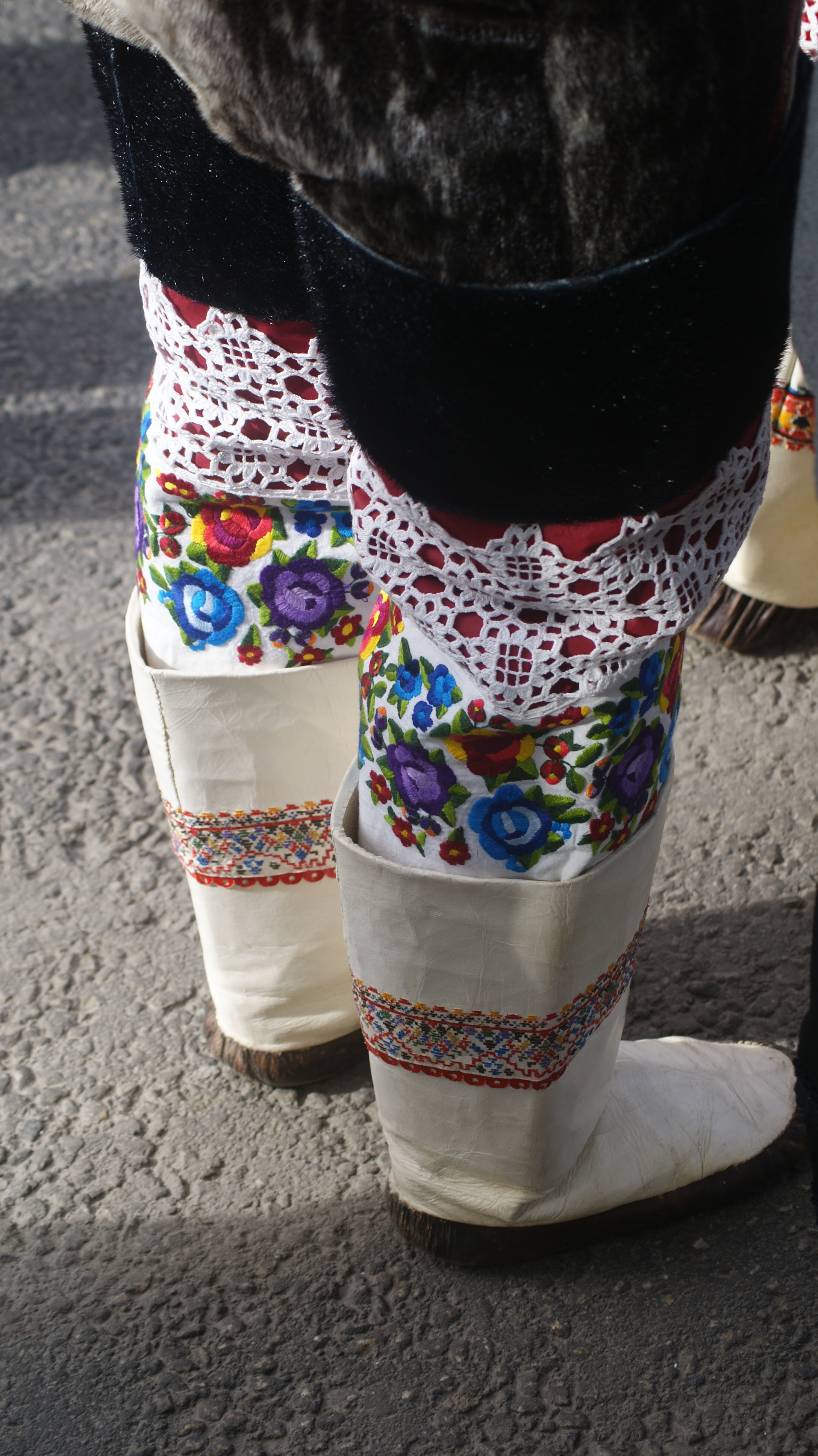
Botas kamik ceremoniales usadas por las mujeres en Groenlandia durante ocasiones especiales.

Las mukluks o kamik (iku: ka 'mik) (singular: kamak, plural: kamiit) son una bota suave tradicionalmente confeccionada con piel de reno o piel de foca y fueron usadas originalmente por los aborígenes de la zona ártica, incluido los pueblos Inuit y Yupik. El término mukluk se usa a menudo para cualquier tipo de bota suave diseñada para el frío y los diseños modernos a menudo son similares a los de las zapatillas deportivas de caña alta. La palabra "mukluk" es de origen yupik, y proviene de maklak, la foca barbuda, mientras que "kamik" es una palabra inuit. En el lenguaje Inuipiaq a la "u" le corresponde un sonido "oo", por lo que la ortografía "maklak" se utiliza con la misma pronunciación.

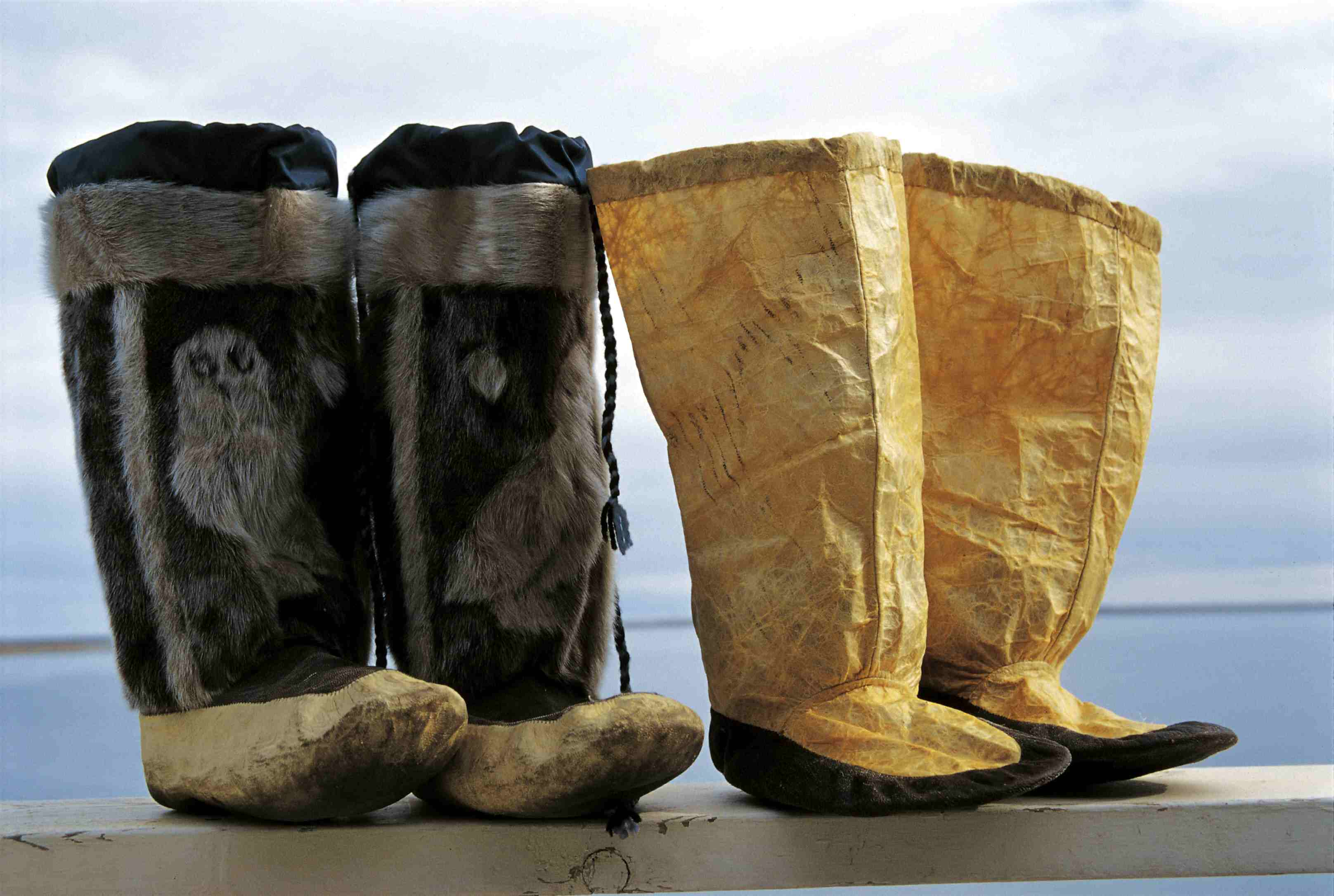
Kamik confeccionada con piel de foca.

Otro tipo de bota, a veces denominada "bota Inuit", originaria de Groenlandia y la parte oriental de Alaska, se hacen cosiendo el cuero con cartílago animal, con una costura central que llega hasta la suela de la bota.
Las mukluks son sumamente livianas y permiten a los cazadores moverse muy silenciosamente. Pueden estar adornadas con pompones y mostacillas, y pueden tener un forro de piel de conejo, zorro o mapache.
El diseño de la bota mukluk se utiliza para la fabricación industrial de botas para climas fríos, complementándolo con una suela resistente contemporánea. El componente clave de su éxito es la capacidad de respirar, es decir, permitir el paso del aire. Esto es una ventaja en condiciones de frío extremo, donde la transpiración puede convertirse en un factor de congelación en los pies. Su volumen combinado con su pobre desempeño en el fango no la hace muy adecuada para el usuario casual invernal.
Otro tipo de mukluk, por lo general confeccionadas de lana o una mezcla de lana-seda artificial, se teje con una suela de cuero suave. A menudo llamado "Calcetines zapatilla", éstas eran las mukluk tradicionales utilizadas por los pobladores del Hindu Kush. Estas mukluks suaves pueden ser usadas por los bailarines de ballet en lugar de los calentadores de pierna / pie, como un par de zapatillas cómodas para mantener calientes los pies en el hogar, o alrededor de una fogata caliente durante un viaje de campamento de verano.